# Storchenhof Loburg

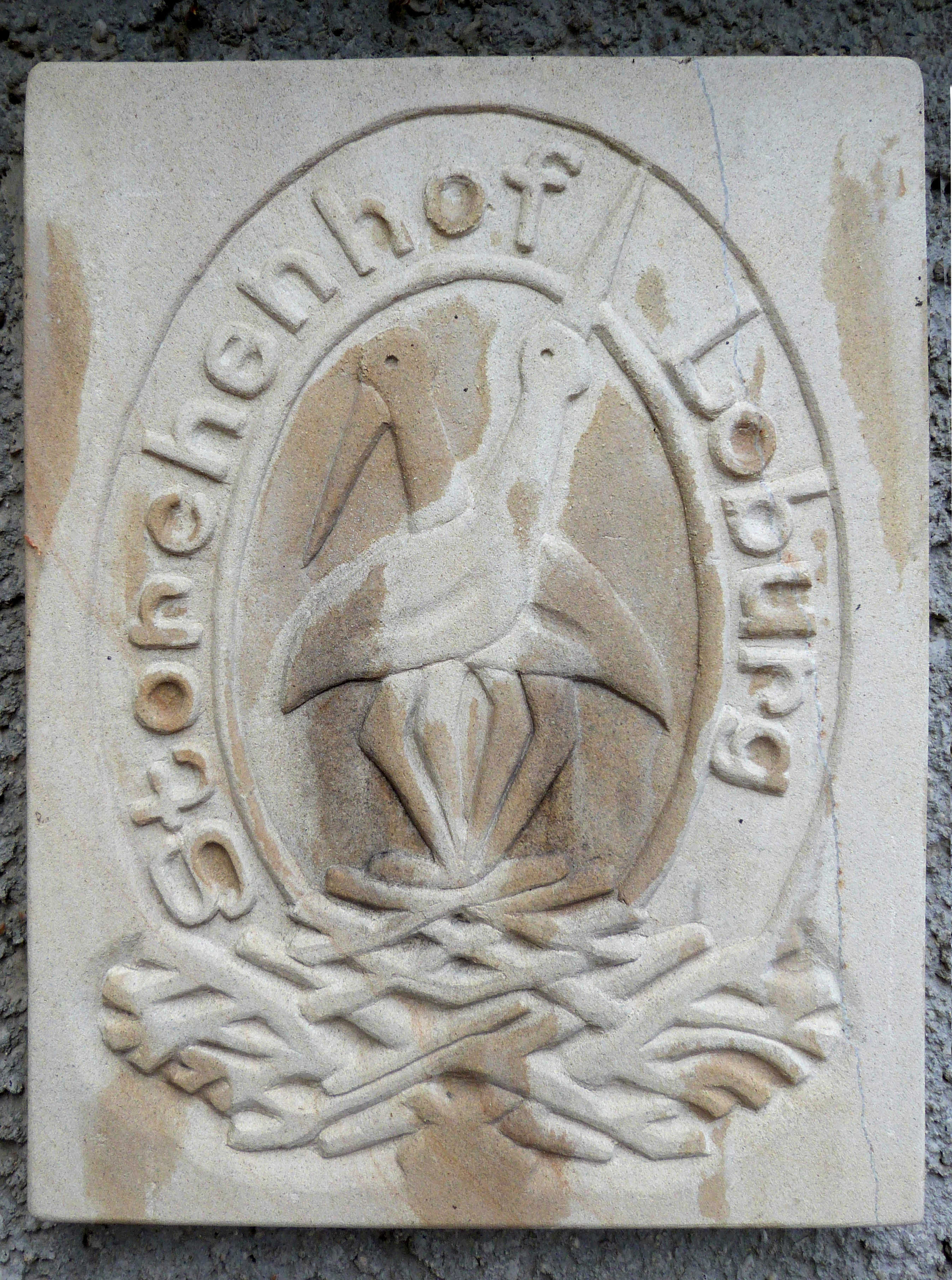
Logo des Storchenhofes

Der Storchenhof Loburg ist eine Vogelschutzwarte in Loburg im Landkreis Jerichower Land.

## Aufgaben
Die Hauptaufgabe der vereinsfinanzierten Einrichtung in Sachsen-Anhalt ist die Aufzucht und Auswilderung verwaister Jungstörche sowie die Pflege verletzter Störche. Tiere, die aufgrund ihres Gesundheitszustands nicht mehr ausgewildert werden können, werden auch dauerhaft im Storchenhof untergebracht.
Wildlebende Störche werden per Satellitentelemetrie überwacht, und ihre Zugrouten werden erforscht. Berühmtestes Beispiel hierfür war die Weißstörchin Prinzesschen.
Neben Störchen beherbergt der Hof alte Haustierrassen wie die Heidschnucke und verschiedene Haushühner. Auf drei Hektar Fläche werden die Tiere versorgt, teils siedeln sie sich auch nach ihrer Auswilderung in der Umgebung an.

## Geschichte
Der Loburger Ornithologe Christoph Kaatz widmete sich der Zählung und Erhaltung des Storchenbestandes, dem Bau von Horsten und der Beringung von Störchen. Er gründete eine Fachgruppe für den Weißstorchschutz und trat öffentlich für die Belange des Natur- und Artenschutzes in seiner Heimat ein. Im Jahre 1979 errichtete die Familie Kaatz auf ihrem Grundstück in Loburg eine Auffangstation für verletzte und verwaiste Störche.
1988 wurde der Storchenhof in der DDR verstaatlicht, bei der Abteilung Kultur des Bezirks Magdeburg angesiedelt und der damals noch eigenständigen Stadt Loburg unterstellt. Nach Gründung des Landes Sachsen-Anhalt wurde der Storchenhof zu einer Einrichtung des Ministeriums für Umwelt- und Naturschutz des Landes Sachsen-Anhalt und Standort der Staatlichen Vogelschutzwarte in der Abteilung Naturschutz des Landesamtes für Umweltschutz. Am 1. Januar 2006 übernahm der Trägerverein Storchenhof Loburg e. V. unter dem Vorsitz von Christoph Kaatz die Verantwortung für die Vogelschutzwarte.
Der Verein Storchenhof Loburg e. V. finanziert sich neben Spenden über den Verkauf von Andenken und Tierpatenschaften für einzelne Tiere.

## Umweltbildungszentrum
2016 erwarb der Verein eine ehemalige Gaststätte und das dazugehörige Wohnhaus. Mithilfe von Fördermitteln wurde der ehemalige Gastraum zu einem Umweltbildungszentrum mit einer Dauerausstellung über den Weißstorch umgebaut. Im Mai 2023 wurde es nach sieben Jahren Bauzeit eröffnet.

## Galerie

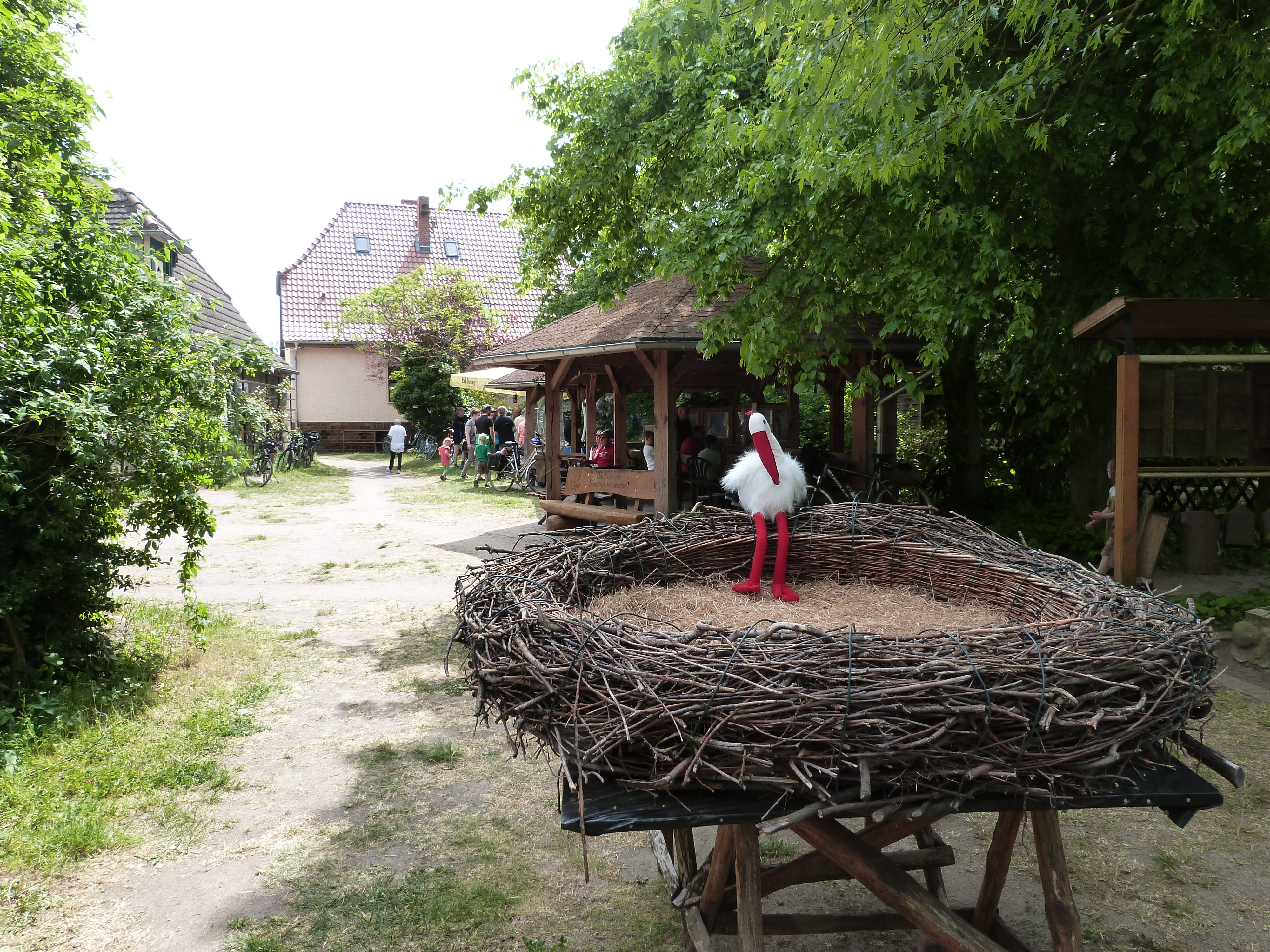
Besucherzentrum des Storchenhofs mit begehbarem Horst
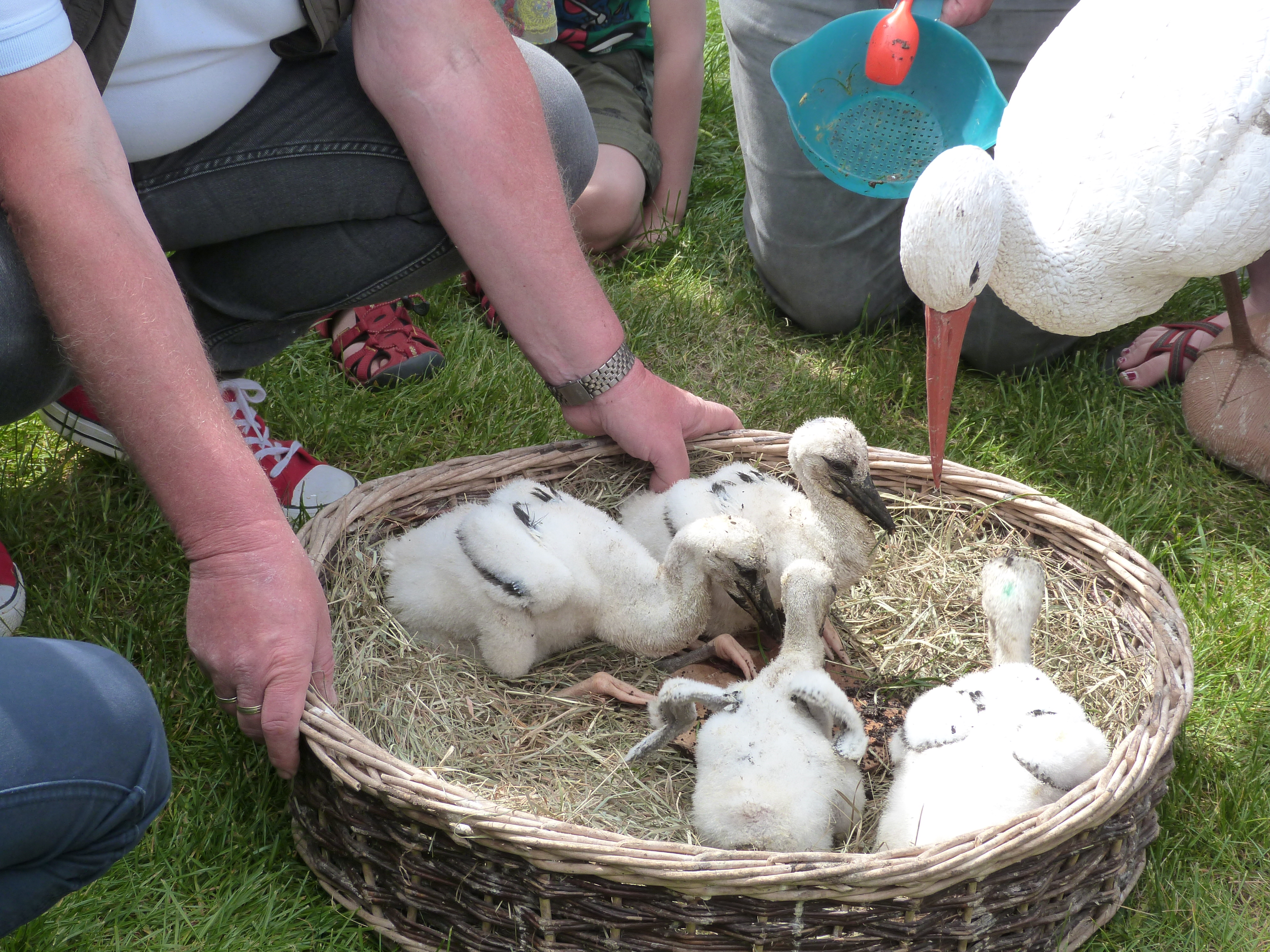
Pflege verwaister Jungstörche
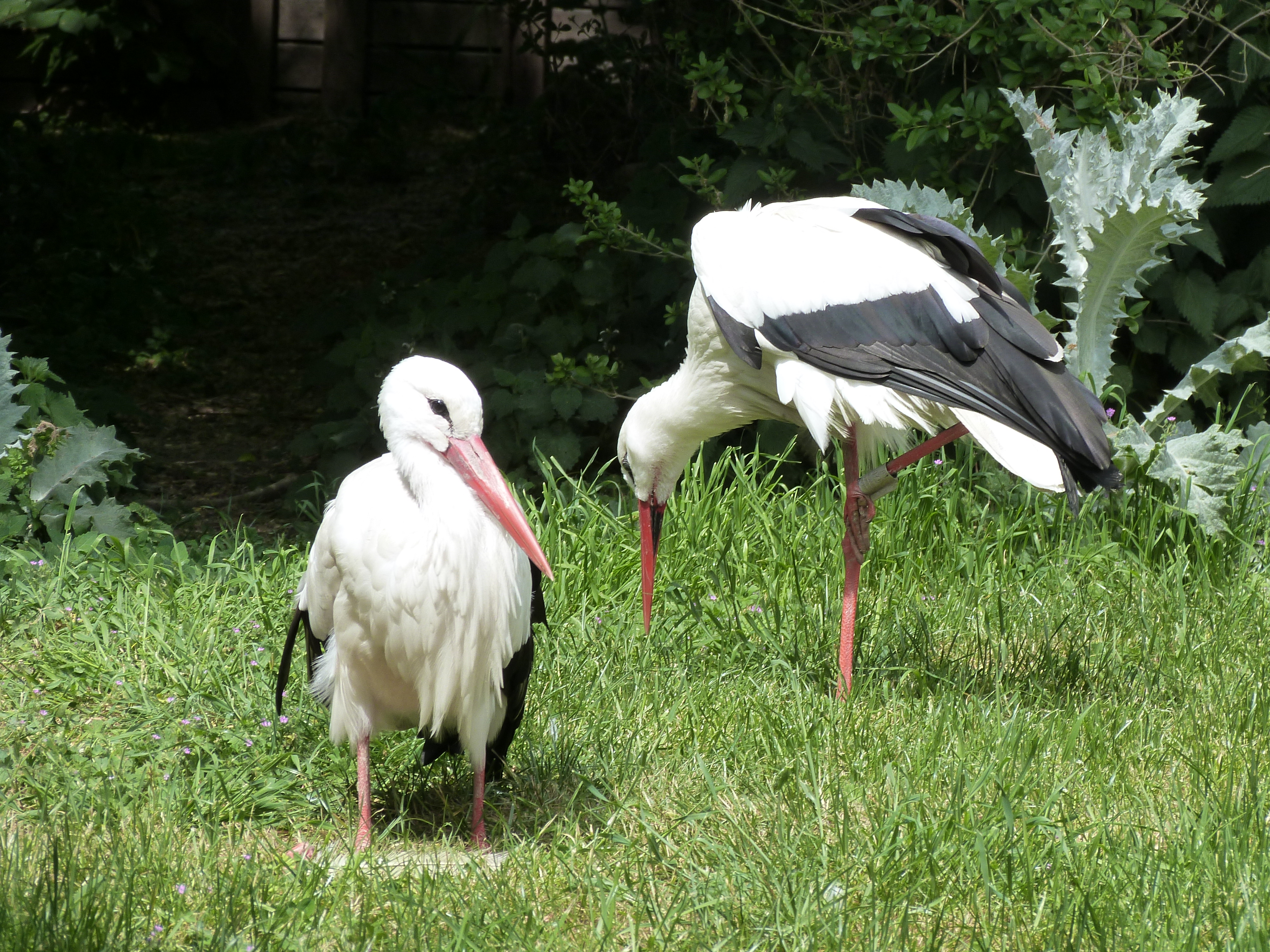
Weißstörche in Loburg
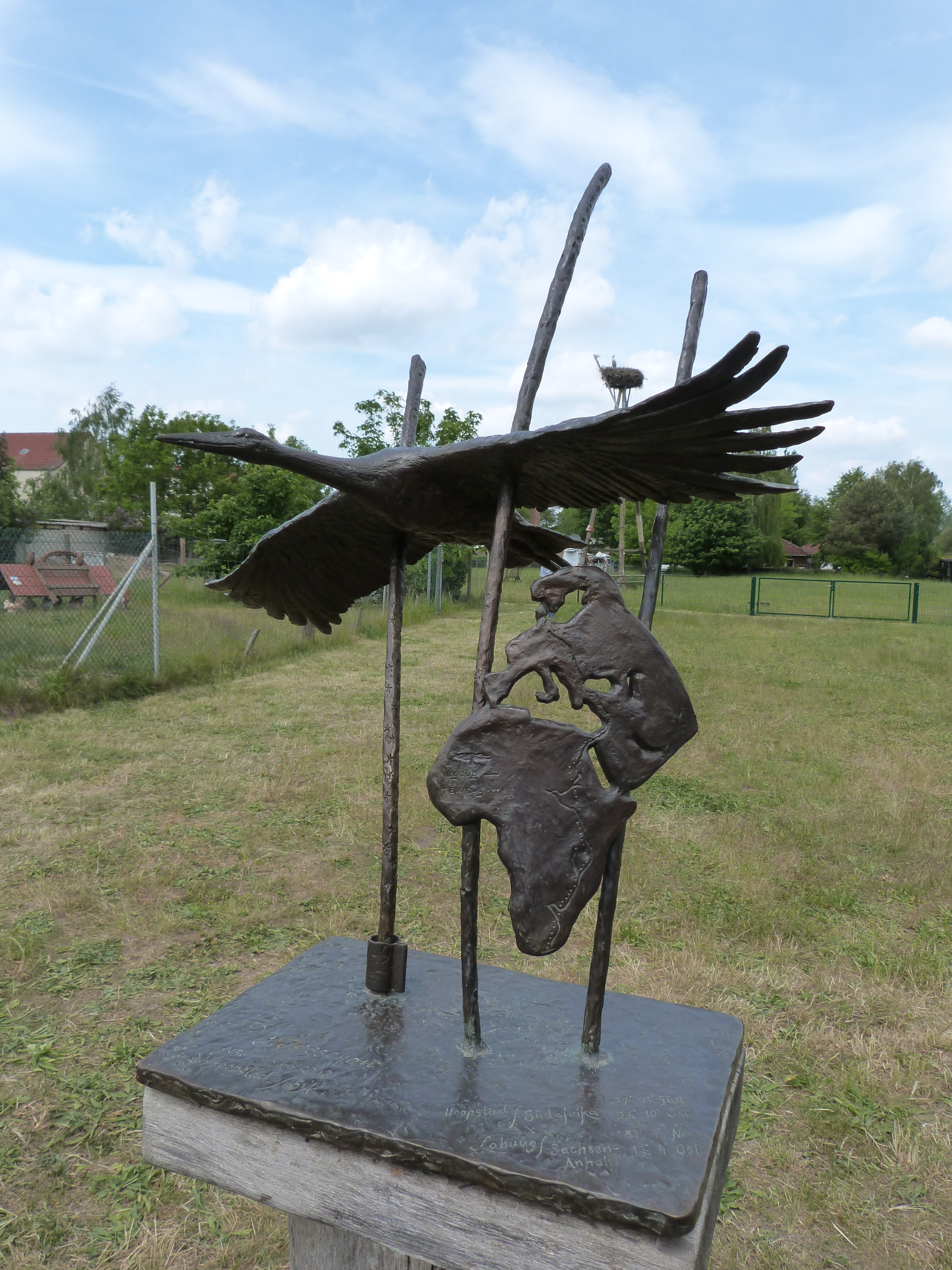
Denkmal für Prinzesschen mit ihren Zugrouten